# Zamki pustynne

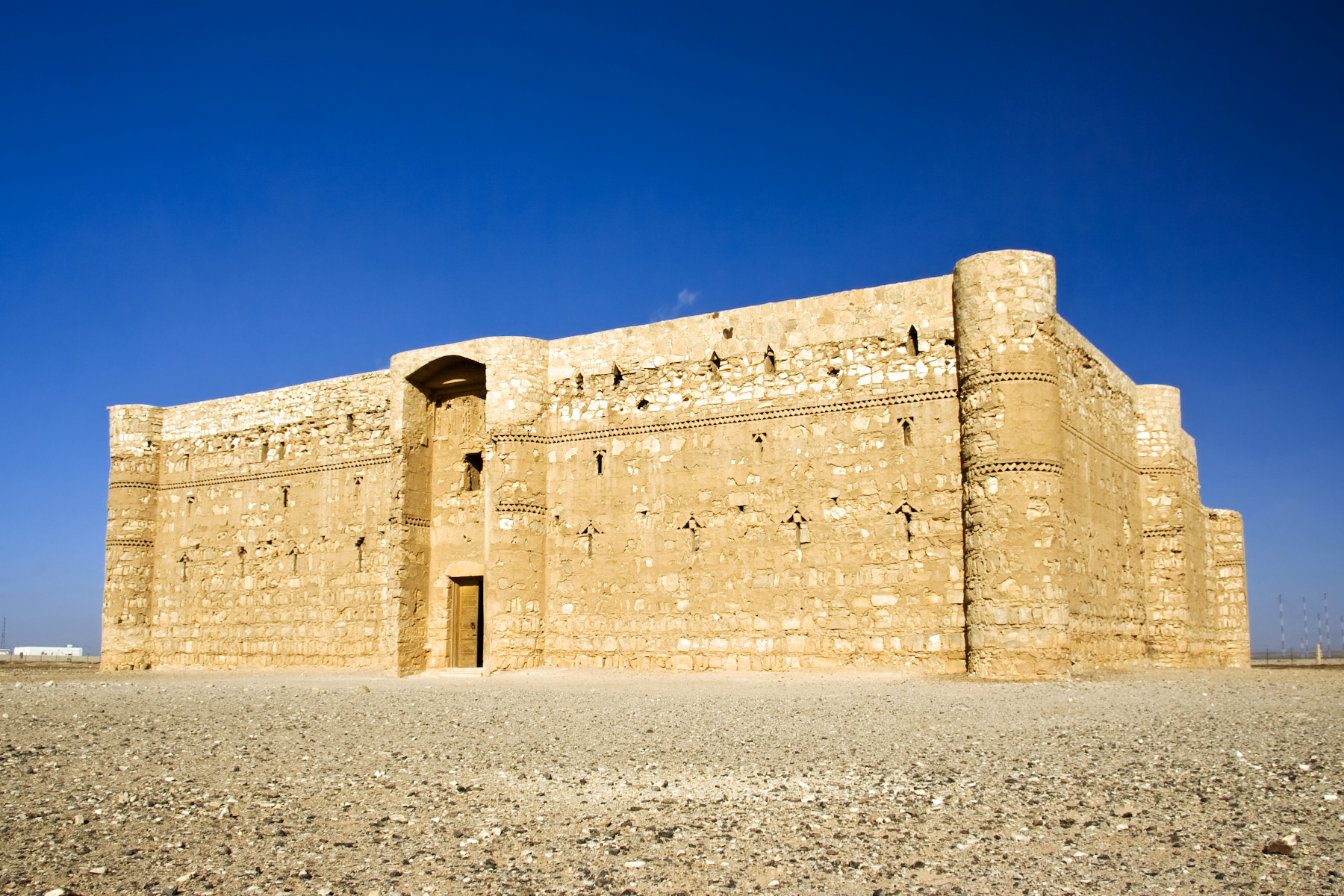
Kasr al-Charana

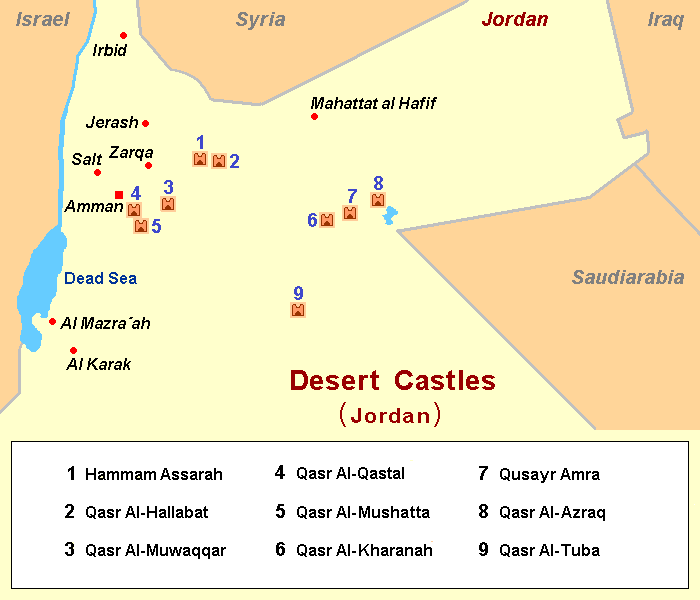
Mapa jeszcze istniejących zamków pustynnych

Zamki pustynne – szereg zamków i twierdz rozproszonych na pustyniach Jordanii. Większość istniejących jeszcze zamków leży na wschód od stolicy Jordanii Ammanu. 

## Historia
Zamki zostały wybudowane między VII i VIII wiekiem, głównie w latach 660-750 w czasie panowania kalifów z dynastii Umajjadów, którzy w 661 r. uczynili Damaszek swoją nową stolicą. Ich funkcje i cele nie są do dzisiaj ostatecznie wyjaśnione. Służyły przypuszczalnie jako punkty obronne, do celów rolniczych i gospodarczych, jako miejsca spotkań Beduinów (między sobą i z umajjadzkimi gubernatorami), badija (miejsca schronienia dla szlachty) lub jako karawanseraje. Część zamków budowano na szczątkach starszych budowli, a część w nowych miejscach.
Podobne świeckie budowle znajdują się w Palestynie i Syrii, jak pałac Hiszama koło Jerycha, zespół Chirbat al-Minja nad Jeziorem Tyberiadzkim, czy Kasr al-Chajr asz-Szarki na Pustyni Syryjskiej. Umajjadzkie zespoły pałacowe stanowią przykłady wczesnej sztuki i architektury islamu.
Jedynym znanym abbasydzkim zamkiem pustynnym jest Kasr al-Uchajdir.

## Budowle

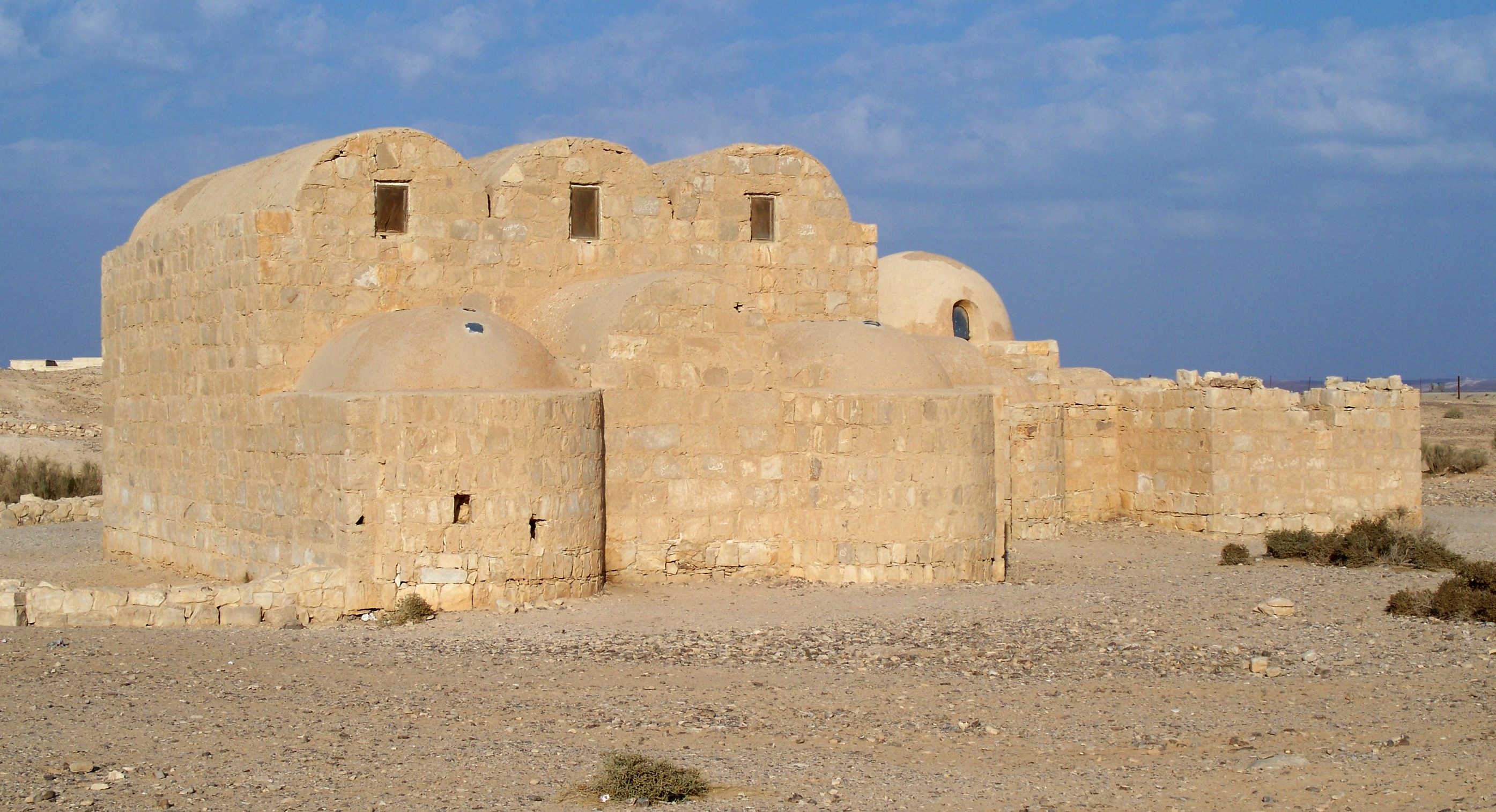
Kasr Amra

Większość budowli jest dzisiaj zniszczona, zwykle wskutek częstych trzęsień ziemi. Do najlepiej zachowanych lub odrestaurowanych należą:
- Kasr al-Kastal, 25 km na południe od Ammanu
- Kasr al-Muwakkar, 30 km na południe od Ammanu
- Kasr al-Muszatta, 35 km na południowy wschód od Ammanu, z dużą częścią fasady pałacu Mszatta obecnie znajdującej się w muzeum Pergamońskim w Berlinie
- Kasr Hammam as-Sarah, 55 km na północny wschód od Ammanu
- Kasr al-Hallabat, 60 km na północny wschód od Ammanu
- Kasr al-Charana, 65 km na wschód od Ammanu
- Kasr Amra, 85 km na wschód od Ammanu
- Kasr Tuba, 95 km na południowy wschód od Ammanu
- Kasr al-Azrak, 100 km na wschód od Ammanu
- Kasr al-Uchajdir, 50 km na południowy zachód od Karbali